# Покрајина Гипускоа
Покрајина Гипускоа (шп. Provincia de Guipúzcoa) је покрајина Шпаније у аутономној заједници Баскија. Главни град је Сан Себастијан.